# 松斯贝克
松斯贝克是德国北莱茵-威斯特法伦州的一个市镇。总面积55.41平方公里，总人口8647人，其中男性4216人，女性4431人（2011年12月31日），人口密度156人/平方公里。